# Sotra
Sotra eller Store Sotra er en ø i Hordaland fylke i Norge; Sotra ligger vest for Bergen. Den er 246 km² stor og har 27.000 indbyggere og ligger i Øygarden kommune. I folkemunde bruges betegnelsen Sotra også om øerne Bildøy og Litlesotra. 
Sotra har broforbindelse med fastlandet via Bildøyna og Litlasotra til Bergenshalvøen  (Rv. 555). Folketallet er øget efter at fastlandsforbindelsen blev etableret i 1971. Broer fører fra Sotra nordover til Øygarden (Fv. 561) og til øerne i henholdsvis vest (Fv. 569/210/208) og den tidligere  Sund kommune i sydvest (Fv. 555/200).
En dansk omskriving – Sartor – har tidligere været i brug, men bruges nu kun af enkelte firmaer på Sotra (Sartor Storsenter, Sartor Maskin AS og Sartor Skytterlag)
Liatårnet er med 341 moh. det høeste bjerg på Sotra. Et andet bjerg er Gardafjellet på 112 moh.

## Galleri
- Naust på Bildøy, øst for Sotra.
Foto: Frode Inge Helland
- Fjordlandskab på Sotra.
Foto: Frode Inge Helland
- Udsigt fra Liatårnet nordover mod Nessjøen, Møvik og skærgården ud for.
Foto: Frode Inge Helland